# Castillo de Villalba de los Alcores
El castillo de Villalba de los Alcores es una fortaleza militar situada sobre un alcor o colina en el municipio medieval de Villalba de los Alcores, anteriormente denominada Villalba del Alcor, en la provincia de Valladolid (Castilla y León, España).
Desde el 4 de junio de 1931 tiene reconocida la condición de monumento histórico artístico, figura jurídica de protección del patrimonio que es equivalente a la actual declaración de bien de interés cultural con categoría de monumento.
Algunos autores incluyen esta fortaleza dentro del grupo de las surgidas del proceso de fortificación originado por las disputas fronterizas entre los reinos de León y Castilla en el siglo XII, e integrado dentro de un triángulo defensivo en el que también se encontraban los bastiones de Montealegre y el ya desaparecido de Valdenebro de los Valles. Todos los castillos que componen esta línea defensiva, se encuentran situados entre sí a escasa distancia, a fin de poderse comunicar visualmente y, en su caso, auxiliarse entre sí con la máxima agilidad.

## Teorías sobre su origen

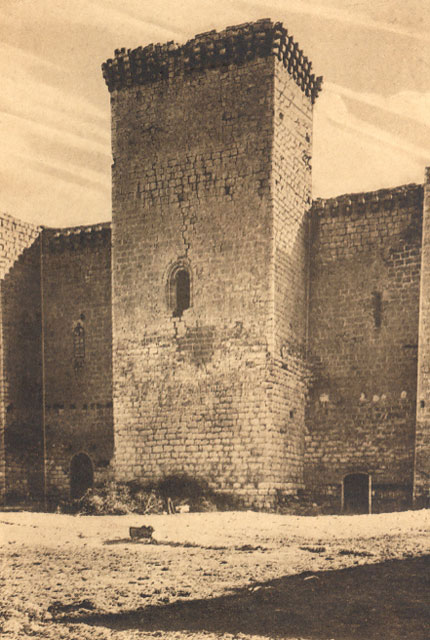
Imagen antigua del castillo.

No existe unanimidad a la hora de determinar el origen y autoría del castillo de Villalba, existiendo hasta la fecha diversas teorías que sitúan su fundación en una franja temporal que va desde mediados del siglo XV a mediados del siglo XV.
Una de estas teorías, mantenida desde mediados del siglo XIX, fecha la génesis de este castillo en el siglo XII y atribuye su autoría a la Orden de San Juan. Entre sus defensores, destacan autores como Ventura García Escobar, Norberto Santarén Gómez, Juan Ortega Rubio, Federico Carlos Sainz de Robles y Lucio Zúmel Menocal.
Frente a esta corriente se alega que, como respaldo de su teoría, ninguno de ellos ha documentado convenientemente sus afirmaciones, siendo esta ausencia suplida por una interpretación del lenguaje de las piedras en su vertiente artística, es decir, se han basado en las características arquitectónicas y ornamentales de ambas obras.
Una segunda línea interpretativa señala a la familia Meneses como su promotor en el siglo XIII. Autores como Javier Bernard Remón, Fernando Cobos Guerra y José Javier de Castro Fernández justifican su teoría, entre otras razones, por la presencia del escudo de esta noble familia castellana en las claves de las bóvedas del edificio.
Por último, otros autores como Edward Cooper, señalan que es probable que, hasta mediados del siglo XV, Villalba fuera simplemente otro pueblo más, de las llanuras del triángulo de territorio entre Valladolid, Palencia y Medina de Rioseco. Sus edificios importantes serían las dos iglesias y una casona de piedra situada al extremo occidental de la población. Esta última, a pesar de su robustez, no parece haber sido realmente fortificada, hasta que fue transformada en el siglo XV, desapareciendo detrás de paramentos de sillería torreados que duplicaron prácticamente el espesor de las paredes, de forma que la silueta del antiguo edificio terminó por convirtiéndose en la de un castillo.
Al margen de las anteriores discrepancias sobre sus posibles constructores, lo que resulta evidente es que Villalba ha contado y aún disfruta de una de las obras más singulares de la arquitectura hispánica.

## Historia

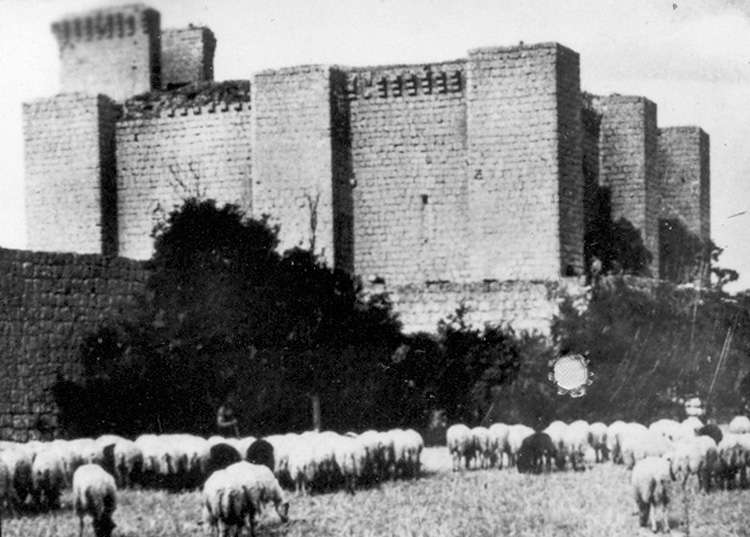
Imagen antigua del castillo.

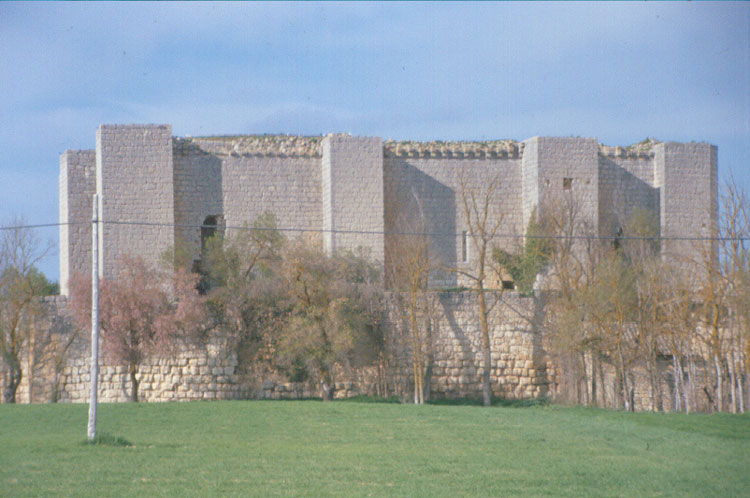
Diapositiva a color (años 80/90) del castillo.

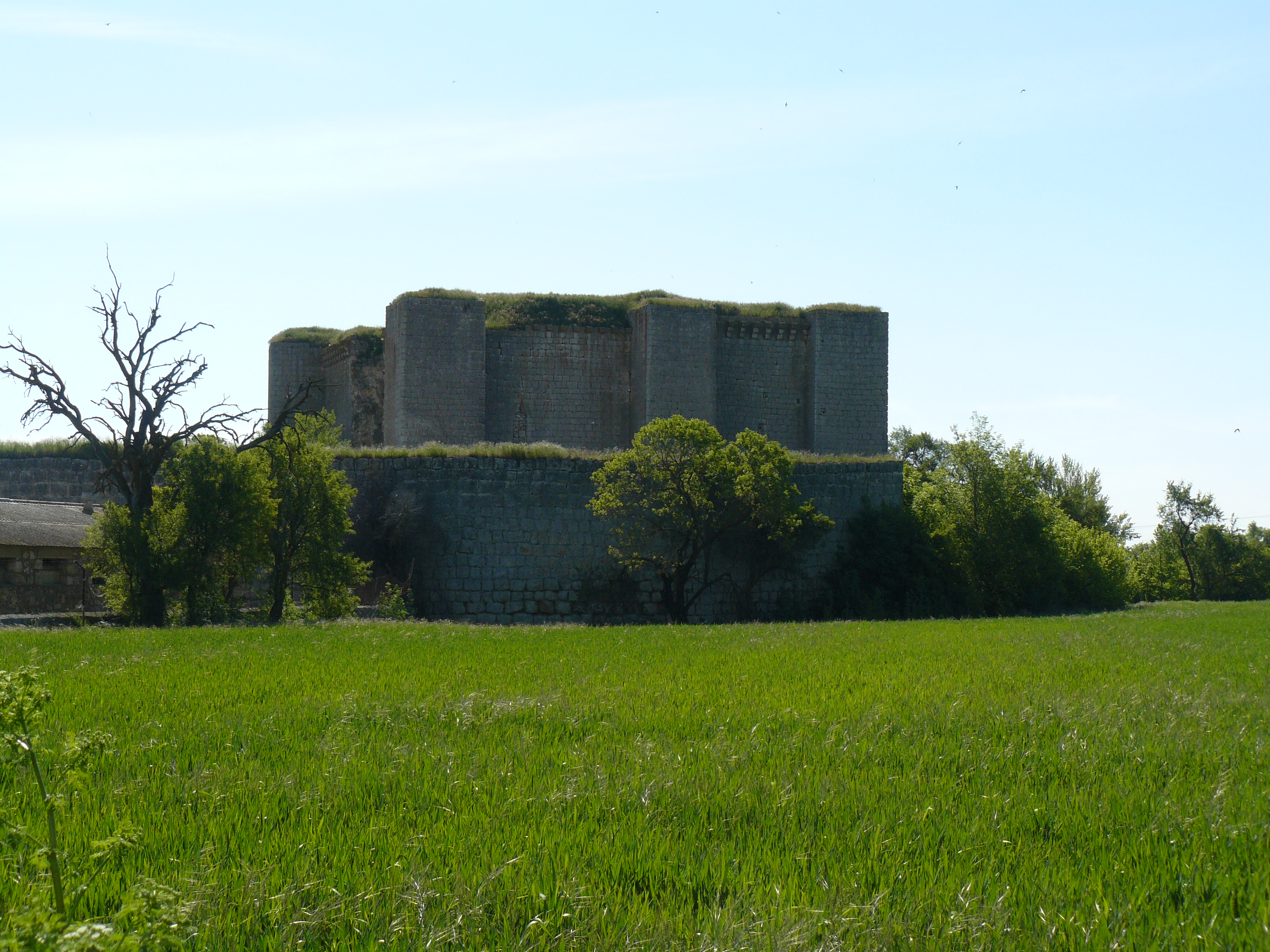
El castillo en el año 2013.

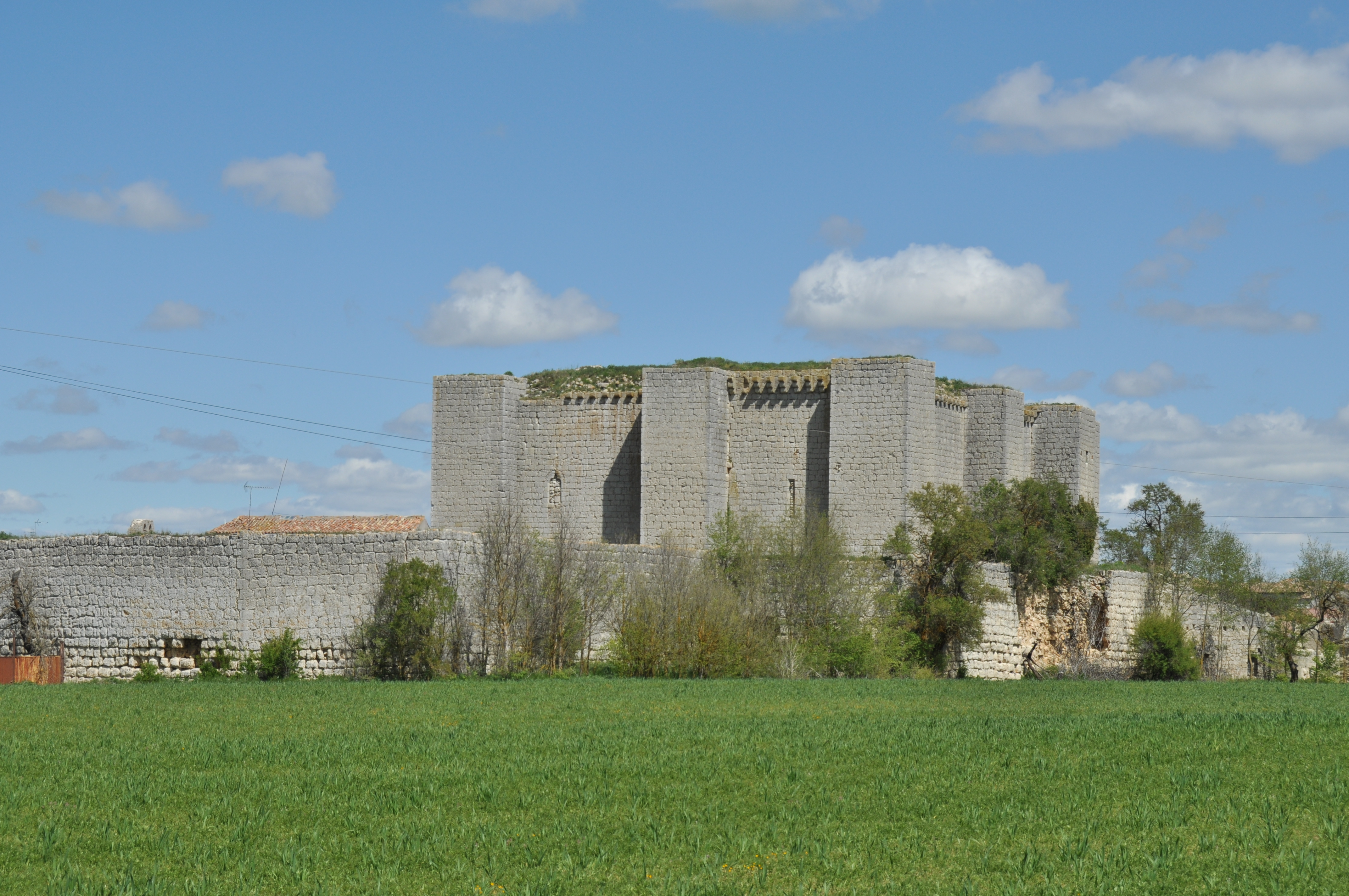
El castillo en el año 2018.

La primera referencia conocida data del 10 de junio de 1140, fecha en la que la infanta-reina castellano-leonesa Sancha Raimúndez, fallecida en 1159, hermana, nombrada también reina, del rey Alfonso VII de León (1105-1157), entregó Villalba a la Orden de San Juan de Jerusalén. Después de la primera cruzada, regresaron a España los caballeros hospitalarios de la orden de San Juan de Jerusalén, la cual se fundó en el año 1020, y aquellos la recibieron con el título de encomienda, realizando fuertes obras en la villa a fin de ponerla a cubierto de sus enemigos, debiéndose seguramente a ellos el castillo, las murallas y los torreones.
Los detractores de esta teoría sobre el castillo de Villalba, alegan que éstos, sin embargo, devolvieron los bienes donados un año después de haberlos recibido.
A finales del siglo XII los reinos de León y Castilla se encontraban en lucha por el control de la Tierra de Campos, siendo entonces frecuente la táctica de entregar a las órdenes militares los dominios territoriales en litigio. En el caso de Villalba, sin embargo, el Papa Celestino III impidió en 1193 que la Orden de San Juan de Jerusalén se inmiscuyera en estas contiendas territoriales. Al año siguiente se paraliza, de momento, la contienda con la firma del Tratado de Tordehumos, situación que es aprovechada por Alfonso VIII de Castilla para donar Villalba al noble linaje castellano de los Meneses. Será Alfonso Téllez de Meneses, hijo de Tello Pérez de Meneses, el que, según unos autores, construya o el que, según otros, reforme la fortaleza, incorporándole su escudo en las claves de las bóvedas. Tello Pérez de Meneses recibió del monarca la villa como pago por su participación en la conquista de Cuenca, fundando en ella el monasterio cistercíense de Matallana.
Existe otra referencia posterior, situada durante el efímero reinado de Enrique I, en el que se sucedieron diversas algaradas de este monarca contra la infanta Berenguela y sus partidarios, entre los que se encontraba Alfonso Téllez de Meneses, señor de Villalba. Así en 1217 esta villa es cercada y penetrada sin apenas resistencia por el rey, dada la ausencia de su señor. Cuando este último vino, se animaron sus servidores, y después de una lucha por las calles del pueblo, la victoria se inclinó del lado local, teniendo el rey que retirarse a Palencia.
A mediados del siglo XIV, durante las luchas entre Pedro I de Castilla y el infante Enrique, Villalba fue tomada por las tropas del rey al preferir los Meneses refugiarse Montealegre.
En 1365, tras la muerte del último de los Meneses, los bienes de esta familia son donados por el rey Enrique II a su hermano Sancho. Su hija Leonor de Alburquerque se casó con el infante Fernando, que en 1409 permutó Villalba y otras propiedades por Castrojeriz a la familia Acuña que, a su vez, en 1456 se la venden a los Vivero.
Villalba volvió a ser noticia como consecuencia de los conflictos de poder en el reinado de Enrique IV de Castilla, al ser tomada violentamente en 1469 por el conde de Benavente, Rodrigo Alonso Pimentel. Poco después, este noble encargó al cantero Juan de Lierganes la reconstrucción del castillo y muralla. En la guerra contra Portugal, tras la batalla de Baltanás en 1475 Alfonso V de Portugal se hizo con las fortalezas de Villalba, Portillo y Mayorga como pago del rescate del conde de Benavente. Acabada la guerra, Rodrigo Alonso de Pimentel recobró sus propiedades.
Inés de Guzmán pleiteará para recuperar su villa de Villalba, pleito que continuó y ganó su heredera, María de Tovar, junto a su marido el condestable de Castilla, Íñigo de Velasco, en 1500 ante el Consejo Real.
Los condes de Osorno tuvieron el señorío de la villa hasta últimos del siglo XVI.
En tiempo de Felipe V, el conde de Castilnovo instruyó el oportuno expediente sobre el señorío y jurisdicción que tenía de Villalba. El rey Carlos III, por Real Cédula expedida en 27 de junio de 1773, confirmó la posesión del conde. Quiso este a su vez extender más aún sus derechos, a lo cual se opuso el pueblo, terminándose el pleito por ejecutoria de 18 de agosto de 1778.
Habiendo sido abolidos los señoríos y derechos jurisdiccionales por las leyes de 1811 y 1837, en este año acudió el conde de Castilnovo a los tribunales de justicia, reclamando el derecho a percibir 60 fanegas de trigo y 60 de cebada que entre todos los vecinos le habían estado pagando anualmente en concepto de foro. La Audiencia de Valladolid, el 20 de noviembre de 1851, falló en contra del conde, esgrimiendo que no eran suficientes los títulos presentados. Con posterioridad el de Castilnovo presentaría nueva demanda el 14 de junio de 1857, esta vez frente al ayuntamiento Villalba, volviendo de nuevo a ver rechazadas sus pretensiones.
El castillo permanecerá en poder de los condes de Castilnovo hasta su venta en 1860 a Cipriano de Rivas, secretario del Rey, por 120 000 reales de vellón.
En 1931 se declara al castillo monumento histórico artístico, hecho que sin embargo no ha servido para salvarlo de su situación de ruina progresiva.

## Hechos y mitos
Cuenta la historia que al subir al trono de España Carlos I y al comenzar las guerras de las Comunidades, Juana la Loca, con el féretro de su esposo, estuvo algún tiempo en el castillo de la villa, donde se creía segura bajo la salvaguardia de su titular el por entonces condestable de Castilla, Bernardino Fernández de Velasco y Mendoza, al ser este partidario acérrimo de su hijo. En 1520 se trasladó esta desgraciada reina a Tordesillas.
Íñigo Fernández de Velasco, hermano de Bernardino, obtuvo la confianza de Carlos I, hasta el punto de ser encargado en 1528 de guardar en su castillo al Delfín de Francia y a su hermano el duque de Orleans, como rehenes hasta que su padre Francisco I de Francia cumpliera el tratado suscrito después de la batalla de Pavía.

## Descripción

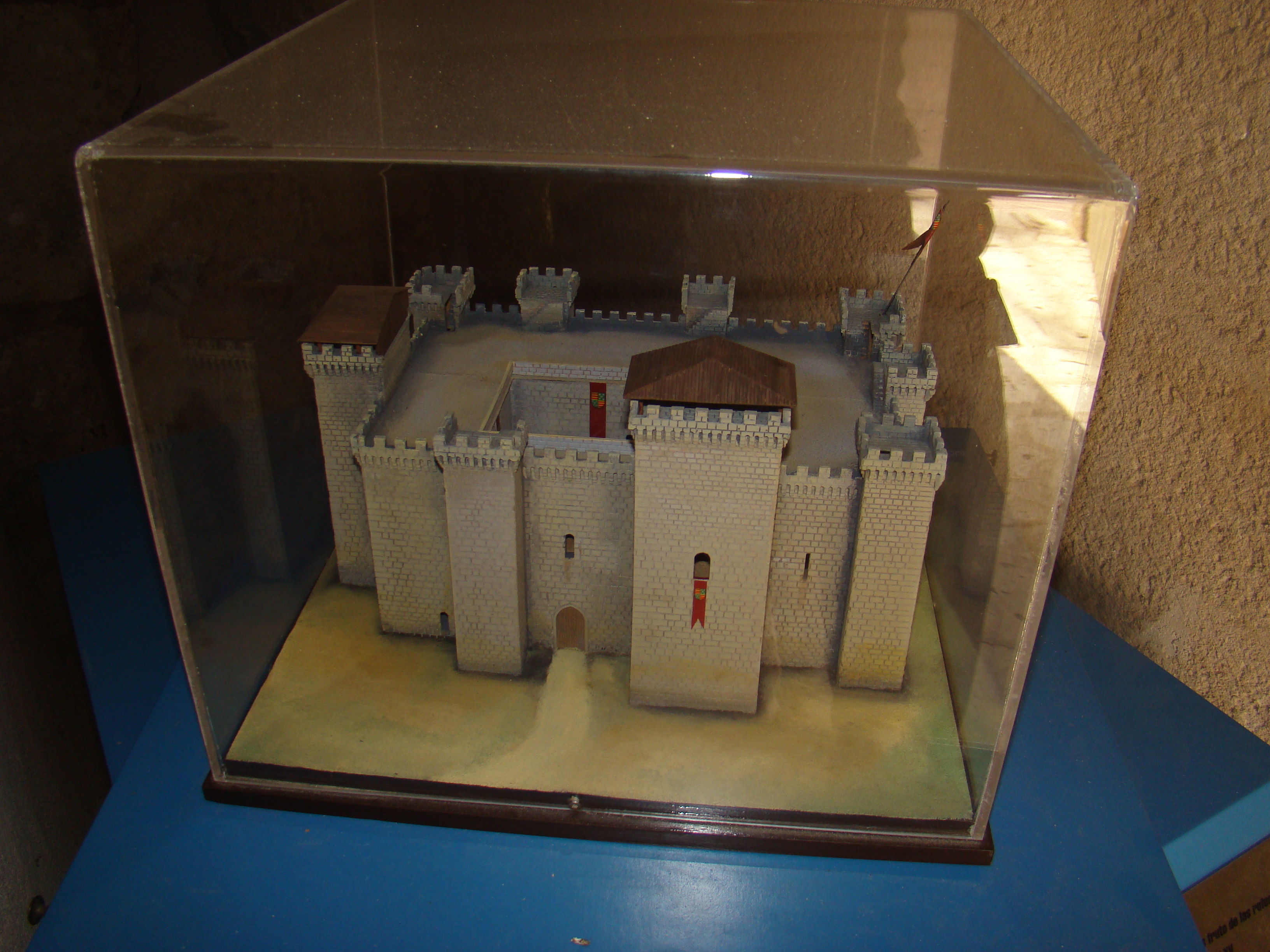
Reconstrucción ideal del castillo

El castillo todavía conserva una parte importante de su fábrica, pero para mejor conocimiento de esta singular obra de arquitectura se cuenta con diversas descripciones. Entre ellas, una de las más completas es la de Norberto de Santarém, que al referirse a esta obra comienza por distinguir sus varios recintos de fortificación. Constaba el primero de una parte de la muralla, la cual formaba allí una curva, a la que guarnecían en otro tiempo varios torreones sobre los que volaban graciosas almenas. Una puerta de arco apuntado da ingreso a dicho recinto, comunicando en primer término con un reducido patio al que avanzaban los cuerpos de guardia colocados en la fábrica en forma de casamentas, sobre los que había un terraplén para defender la entrada. Un estrecho callejón conduce inmediatamente a la segunda puerta que se rasga en una cortina que formaba parte del segundo recinto. Este aparece enclavado, por uno y otro extremo, en el lienzo exterior, y se componía de un murallón coronado de canes para el uso de armas arrojadizas, en cuya parte central había dos cubos almenados, entre los cuales se veía otra puerta de arco rebajado que daba ingreso a la extensa plaza de armas. En el centro de ésta, se alzaba por fin el poderoso alcázar, altivo como un gigante, amenazador e imponente como el genio que le dio el ser.
Entrase en él, continúa el escritor citado, por una bóveda elíptica en la que se abren dos arcos. En el primero de éstos había un fortísimo portón de hierro, defendido por gruesas lobas y barras, y en el segundo un enorme rastrillo al que se daba movimiento por medio de fuertes cadenas. Tres órdenes de galerías sobrepuestas, constituían el interior del histórico monumento. La de la parte baja, de construcción más recia y sólida que las superiores, se conserva íntegra en dos de sus lienzos y se compone de una bóveda sostenida por arcos de tipo gótico, a los que apoyan unos macizos machones de estilo sajón, y debía estar destinada sin duda a almacenes, prisiones y otros servicios análogos. Monta sobre ella otra galería del mismo tipo y género arquitectónico, en la que debía alojarse la gente de armas; pero tanto en ésta como en la que se alza sobre ella, que constituía igualmente el alojamiento de los castellanos y sus servidores, se advierten ya algunas innovaciones notables, que a juzgar por su traza y fabricación, debieron llevarse a cabo del décimo quinto al décimo sexto siglo. Por entonces debió construirse también la bóveda o torre llamada de la pólvora, fábrica atrevida que describe una elipse de bellísimo aspecto, y en la que se abre un brocal por el que se subían víveres y municiones a las plataformas y terraplenes.
Por la parte exterior flanquean los cuatro lienzos de la soberbia fortaleza ocho torres cuadradas, de elevación considerable, en cuyo coronamiento se conservaban hasta hace muy cortos años los robustos modillones sobre los que se alzaban graciosos almenares, a semejanza de los que guarnecían los cubos y torreones que circundaban la población.
En la cortina del norte y dominando la altura del resto del edificio, se elevaba la formidable torre del homenaje, llamada así porque en ella el castellano o gobernador de la fortaleza prestaba el consabido juramento de guardar fidelidad y defenderla con valor. En dicha torre puede observarse todavía una hermosa ventana de tipo bizantino, exornada con delgados pilares y caprichosos capiteles, sobre los que se sostiene y descansa el medio punto. También en uno de los patios interiores se conserva otra ventana en la que se descubre el tipo oriental que trajeron los soldados de la cruz a su primer regreso de los campos de Palestina.
Los muros exteriores ostentan todavía señales de troneras horadadas y aspilleras de diversos géneros, unas para los vigías o centinelas, otras para los fuegos de arcabuces y mosquetes, y otras para la ballestería. Había también troneras para el servicio de artillería en la cortina exterior del lado occidental; y no hace aún muchos años que entre varios escombros se encontraron dos cañones o piezas, de longitud considerable y solidez proporcionada. Esta innovación, introducida en el edificio en el siglo décimo sexto, contrasta notablemente con otras partes de la obra en las que todavía se descubre alguna ladronera de ballestería que ostentaba sobre la mira circular la cruz memorable que servía de enseña a los esforzados guerreros de San Juan de Jerusalén.

## Actualmente
El castillo es propiedad particular y hasta el año 2001 se usaban algunas de sus dependencias como almacén y curadero de los afamados quesos de Villalba.
El acceso al exterior es libre, pero no puede visitarse el interior, ya que en la actualidad se encuentra en estado de ruina progresiva.